# Sally El Hosaini
Sally El Hosaini (Swansea, 1º giugno 1976) è una regista e sceneggiatrice britannica con cittadinanza egiziana.

## Biografia
El Hosaini è nata a Swansea, in Galles, da padre egiziano e da madre gallese ed è cresciuta in Egitto. Ha pubblicato il suo primo racconto all'età di sette anni.
In Galles ha frequentato l'Atlantic College uno degli United World College. Ha continuato a leggere l'arabo con la Middle Eastern Studies presso la Durham University. Prima di intraprendere la carriera di regista, ha insegnato letteratura inglese in una scuola femminile di Sana'a nello Yemen ed ha lavorato per Amnesty International.
Nel 2008 ha scritto e diretto il cortometraggio The Fifth Bowl, con Callum Anderson, presentato al BAFTA Awards dove ha vinto il 60 Seconds of Fame - Best Regional Film. L'anno seguente ha scritto e diretto Henna Night, con Beatriz Romilly, Amber Rose Revah e Badria Timimi.
Il suo lungometraggio di debutto è stato My Brother the Devil, girato nelle vie londinesi di Hackney e racconta la storia di due fratelli britannici di origini egiziane, provenienti da una famiglia mussulmana tradizionalista, che provano a divincolarsi da una piccola gang criminale di Hackney di cui fanno parte. Il fratello più grande, aiutato da un amico, riuscirà a proteggere il minore e ad abbandonare il gruppo, liberando la propria omosessualità fino a quel momento celata.
L'opera è stata presentata nella sezione ufficiale del Sundance Film Festival del 2012, nella categoria World Dramatic Competition, dove ha vinto il Best Cinematography ed il Worldview/ Sundance Impact Award. In seguito ha gareggiato nella sezione Panorama al Festival internazionale del cinema di Berlino dove ha vinto il Best European Film/ Europa Cinema Label Award.

## Filmografia
- The Fifth Bowl (2008)
- Henna Night (2009)
- My Brother the Devil (2012)
- Le nuotatrici (2022)
- Unicorns (2024)